# BBÖ 1029 sorozat
Az ÖBB 1073 sorozat, régebbi nevén a BBÖ 1029 sorozat egy 1'C1' tengelyelrendezésű osztrák villamosmozdony-sorozat volt. 1923 és 1925 között gyártotta az AEG és az StEG. Összesen húsz db készült belőle. Az ÖBB 1975-ben selejtezte a sorozatot.